# Rhyssemus perlatus
Rhyssemus perlatus är en skalbaggsart som beskrevs av Rudolph Petrovitz 1975. Rhyssemus perlatus ingår i släktet Rhyssemus och familjen Aphodiidae. Inga underarter finns listade i Catalogue of Life.